# Reformierte Kirche Erlenbach ZH

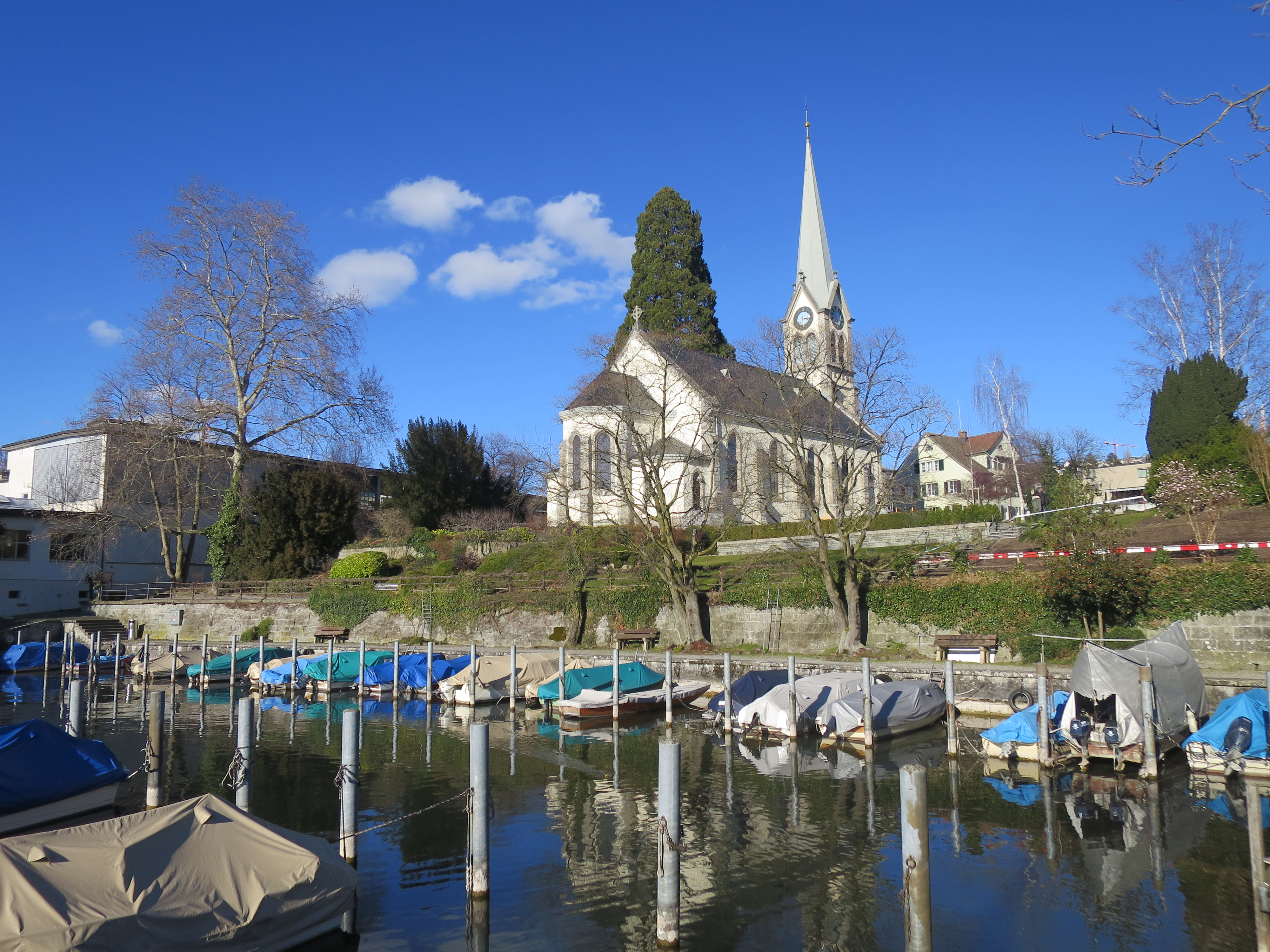
Reformierte Kirche Erlenbach

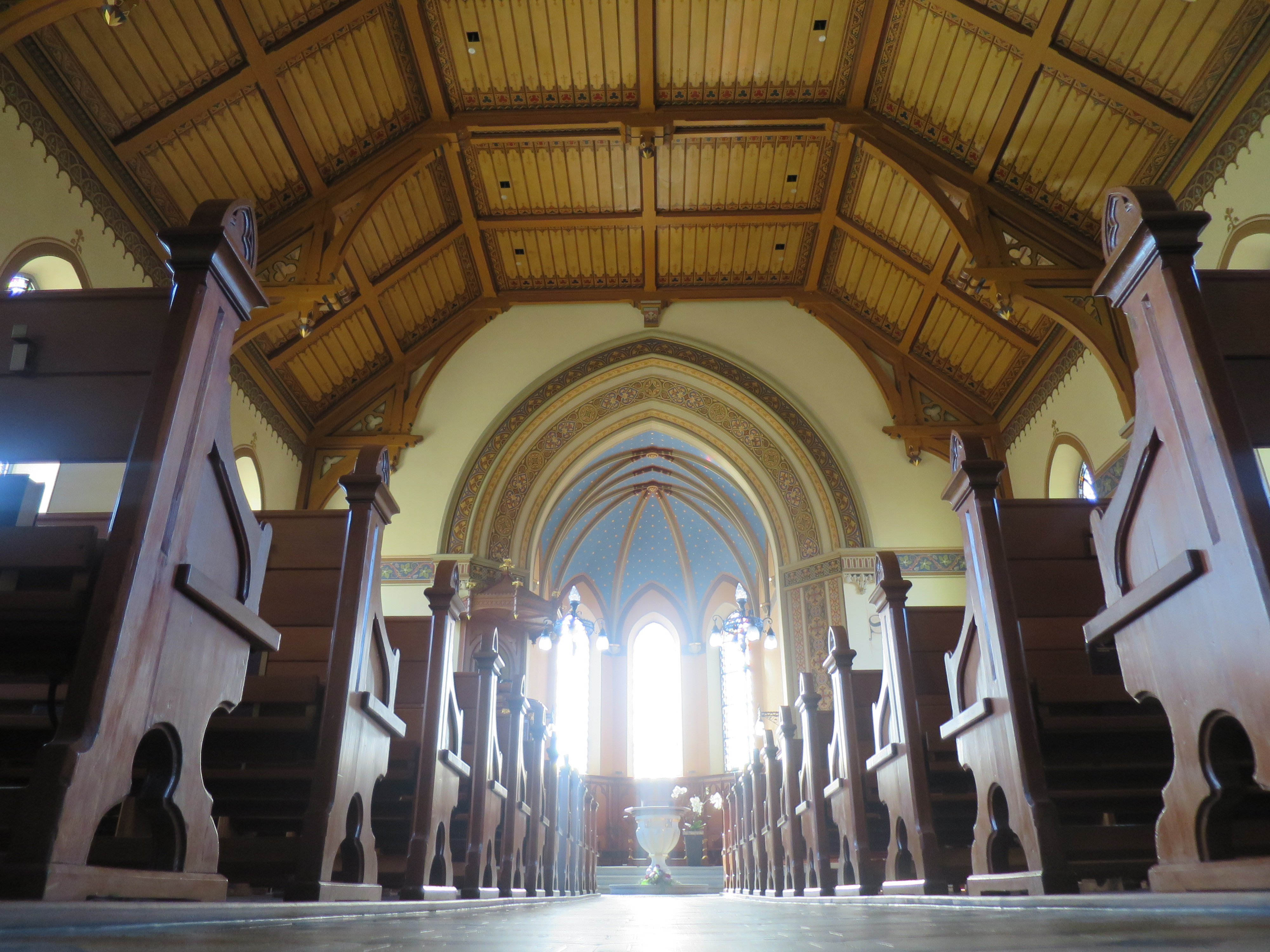
Innenraum der Kirche

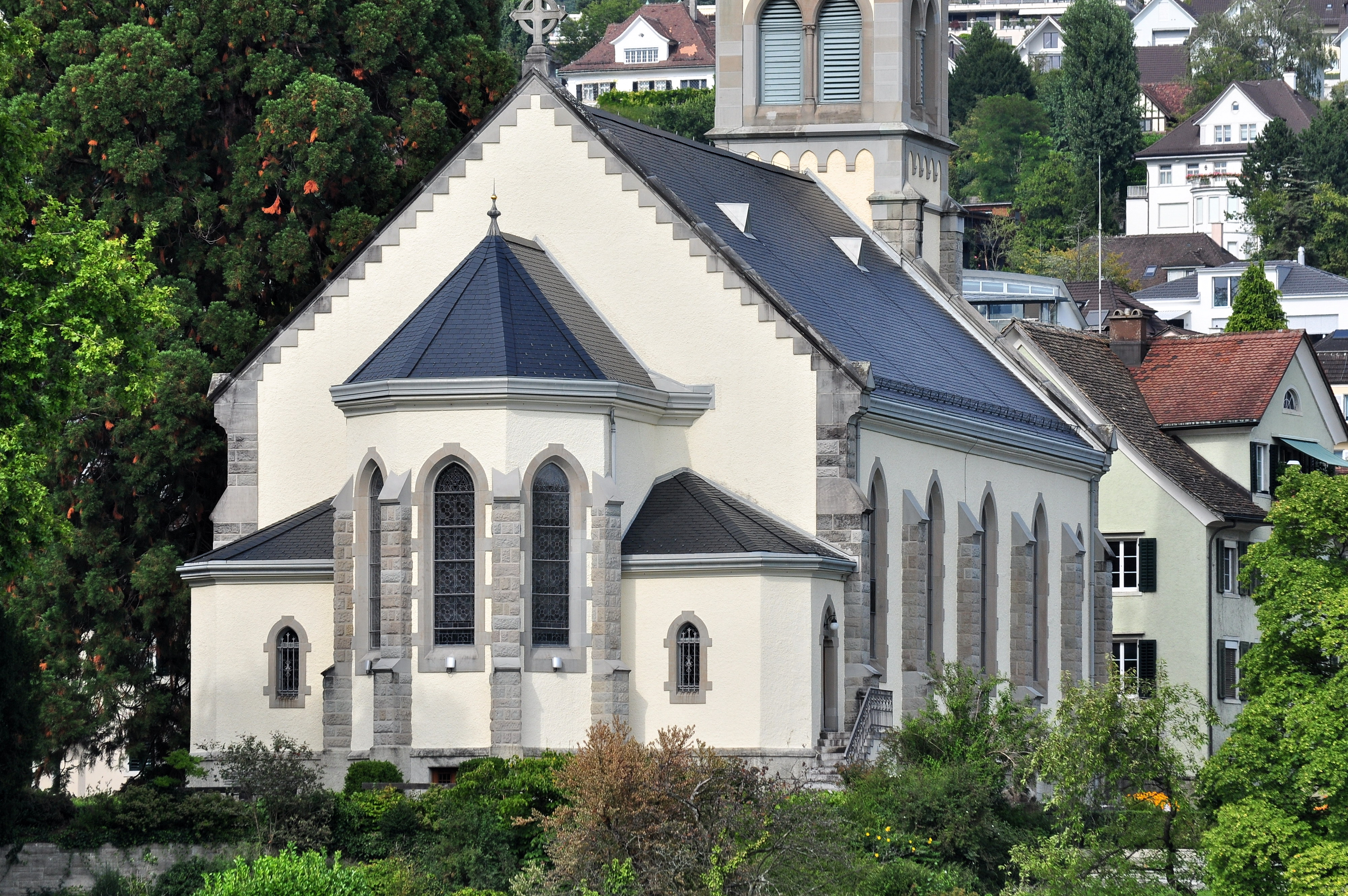
Ansicht vom Zürichsee auf die Apsis

Die reformierte Kirche Erlenbach ist ein Kirchengebäude des Historismus am Zürichsee.

## Geschichte
1275 wurde erstmals eine der heiligen Agnes geweihte Kirche in Erlenbach erwähnt. Die heutige Kirche wurde 1888–1891 nach Plänen von Friedrich Wehrli im neugotischen Stil errichtet. In den Jahren 1935 sowie 1972 wurden Innenrestaurierungen vorgenommen, 2004 erfolgte eine Gesamtrestaurierung.

## Beschreibung
Die Saalkirche verfügt über einen Frontturm mit Spitzturmhelm und einem eingezogenen Polygonalchor. Im Turm hängt die aus dem Jahr 1371 stammende silberne Glocke Agnesli, die aber nur noch zum Jahreswechsel geläutet wird.
Der Innenraum ist ein gut erhaltenes Zeugnis reformierter Neugotik in der Schweiz. Die trapezförmige Leistendecke enthält noch Teile der gotischen Decke von 1497. Reich geschnitzt sind Gestühl, Kanzel, Gabentisch und Orgelprospekt (Orgelbau Kuhn, 1903, Werk von 1973). 
Neben dem Schnitzwerk sind auch die reichhaltigen ornamentalen Malereien und die Farbglasfenster typische Elemente neugotischer Sakralraumgestaltung. Der Taufstein von 1703 stammt aus der alten Kirche.
Südlich der Kirche liegt der Friedhof. Dort befinden sich mehrere Skulpturen sowie eine postmoderne Aufbahrungshalle aus Glas und Sichtbeton.